# Dosrius
Dosrius è un comune spagnolo di 3 098 abitanti situato nella comunità autonoma della Catalogna.